# Distrikt Carmen Alto
Der Distrikt Carmen Alto liegt in der Provinz Huamanga in der Region Ayacucho in Südzentral-Peru. Der Distrikt wurde am 6. September 1920 gegründet. Der Distrikt hat eine Fläche 22,4 km². Beim Zensus 2017 wurden 29.459 Einwohner gezählt. Im Jahr 1993 lag die Einwohnerzahl bei 8914. Die Distriktverwaltung befindet sich in der 2800 m hoch gelegenen Stadt Carmen Alto mit 25.181 Einwohnern (Stand 2017). Carmen Alto liegt im Südwesten des Ballungsraums der Provinz- und Regionshauptstadt Ayacucho (Huamanga).

## Geographische Lage
Der Distrikt Carmen Alto liegt im Andenhochland zentral in der Provinz Huamanga. Der Distrikt ist Teil des Großraums Ayacucho. Er liegt zwischen dem Río Alameda im Westen und dem Río Chaqui Huayco im Osten. Im äußersten Norden liegt auf einer Anhöhe der Aussichtspunkt Mirador del Cerro Acuchimay.
Der Distrikt Carmen Alto grenzt im Westen an den Distrikt Socos, im Nordwesten an den Distrikt Ayacucho, im Nordosten und im Osten an den Distrikt San Juan Bautista sowie im Süden an den Distrikt Chiara.